# Matta (République de Sakha)
Matta est une localité de la République de Sakha en Russie. La localité se trouve à environ 60 km au nord-est (à vol d'oiseau) de Iakoutsk.

## Divers
La ville a été traversée le 17 juin 2004 par Ewan McGregor et Charley Boorman lors de leur tour du monde en moto effectué en 2004.

## Sources